# Искандердарья
Искандердарья́ (тадж. Искандардарё) — горная река в Согдийской области Таджикистана, левая составляющая реки Фандарья.

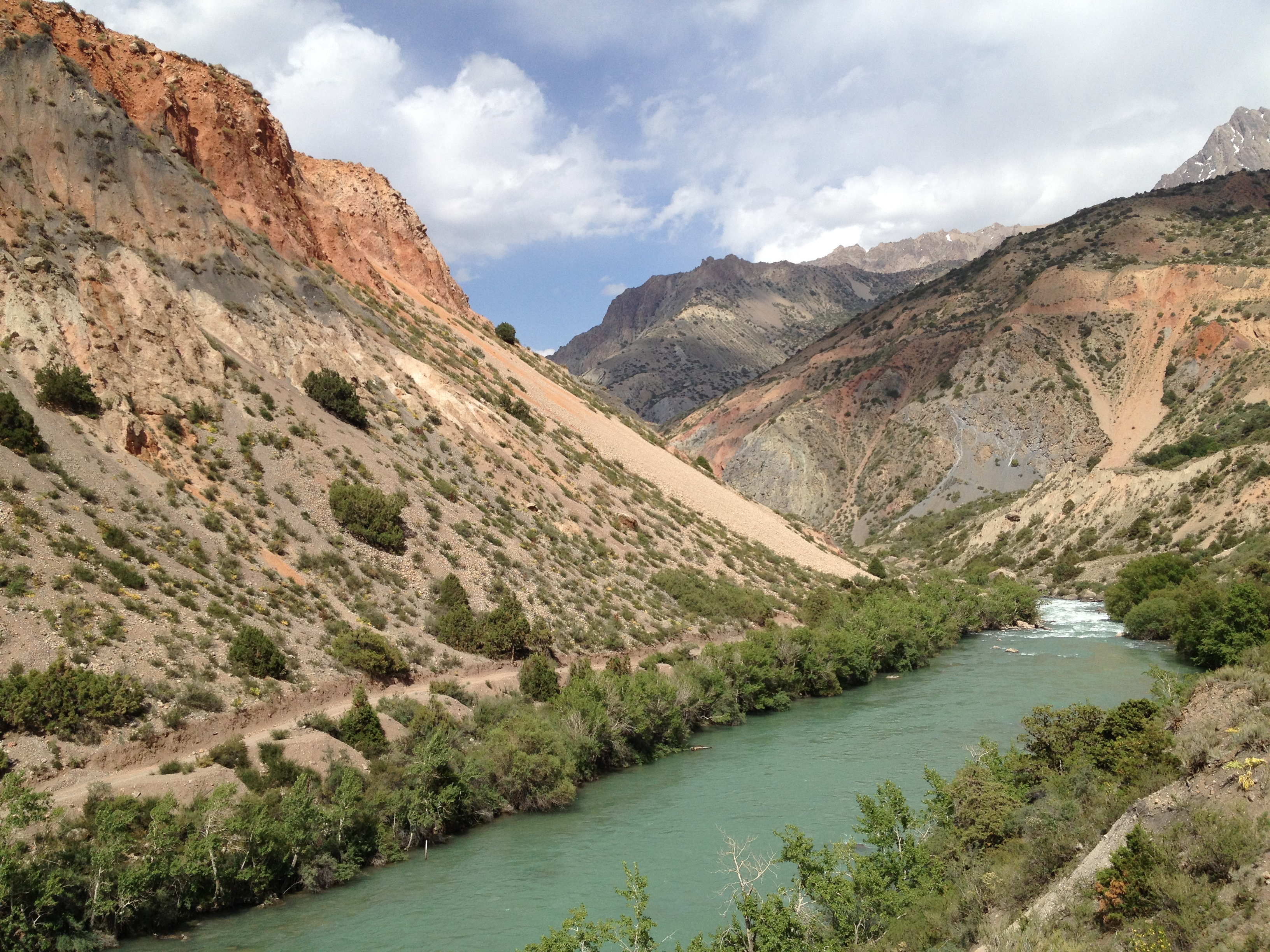
Искандердарья в верховьях

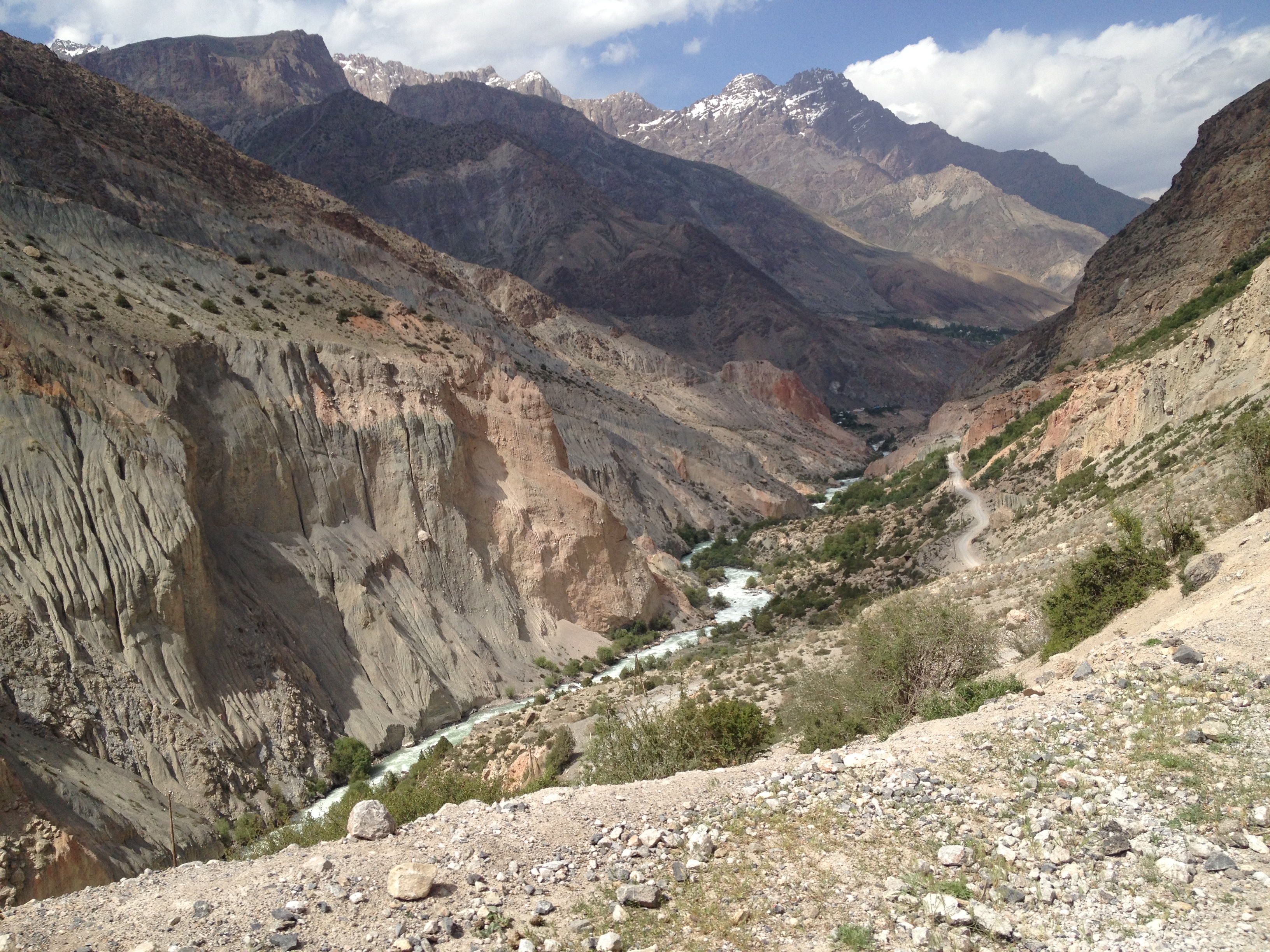
Долина Искандердарьи в верховьях

## Описание
Длина Искандердарьи составляет 20 км, площадь бассейна — 950 км². Питание реки снеговое и ледниковое. Среднемноголетний расход воды на выходе из озера Искандеркуль равен 19 м³/с. Мутность воды — 16 г/м³. Ширина реки в верхнем течении — 2,7 м, нижнем течении — 5 м; глубина в верхнем течении — 1,8 м, в нижнем течении — 1,0 м, дно каменистое.
Искандердарья берёт начало из озера Искандеркуль в его северо-восточной части, на высоте около 2200 м. Течёт в общем северо-восточном направлении (на небольших участках в верховье — к востоку и к северу). Ниже истока русло проходит между скальными массивами. На берегах реки стоят населённые пункты Нарвад, Дижик, Хайронбед. На территории населённого пункта Зеравшан II сливается с рекой Ягноб на высоте около 1640 м, образуя реку Фандарья.